# Каленићи
Каленићи су насеље у Србији у општини Пожега у Златиборском округу. Према попису из 2022. било је 207 становника.
Овде се налазе Железничка станица Каленић и ФК Јединство Каленићи.

## Демографија
У насељу Каленићи живи 286 пунолетних становника, а просечна старост становништва износи 46,8 година (44,3 код мушкараца и 49,3 код жена). У насељу има 115 домаћинстава, а просечан број чланова по домаћинству је 2,88.
Ово насеље је у потпуности насељено Србима (према попису из 2002. године), а у последња три пописа, примећен је пад у броју становника.
|  |

| Демографија | Демографија | Демографија |
| Година      | Становника  | Становника  |
| ----------- | ----------- | ----------- |
| 1948.       | 613         |             |
| 1953.       | 604         |             |
| 1961.       | 589         |             |
| 1971.       | 512         |             |
| 1981.       | 453         |             |
| 1991.       | 411         | 411         |
| 2002.       | 331         | 331         |

| Етнички састав према попису из 2002.‍ | Етнички састав према попису из 2002.‍ | Етнички састав према попису из 2002.‍ | Етнички састав према попису из 2002.‍ | Етнички састав према попису из 2002.‍ |
| ------------------------------------ | ------------------------------------ | ------------------------------------ | ------------------------------------ | ------------------------------------ |
|                                      |                                      |                                      |                                      |                                      |
| Срби                                 | Срби                                 |                                      | 331                                  | 100,0%                               |
| непознато                            | непознато                            |                                      | 0                                    | 0,0%                                 |

| Година пописа     | 1948. | 1953. | 1961. | 1971. | 1981. | 1991. | 2002. |
| ----------------- | ----- | ----- | ----- | ----- | ----- | ----- | ----- |
| Број домаћинстава | 107   | 107   | 115   | 123   | 134   | 136   | 115   |

| Број чланова      | 1  | 2  | 3  | 4  | 5  | 6 | 7 | 8 | 9 | 10 и више | Просек |
| ----------------- | -- | -- | -- | -- | -- | - | - | - | - | --------- | ------ |
| Број домаћинстава | 31 | 33 | 14 | 12 | 13 | 7 | 3 | 2 | 0 | 0         | 2,88   |

| Пол    | Укупно | Неожењен/Неудата | Ожењен/Удата | Удовац/Удовица | Разведен/Разведена | Непознато |
| ------ | ------ | ---------------- | ------------ | -------------- | ------------------ | --------- |
| Мушки  | 149    | 40               | 98           | 7              | 4                  | 0         |
| Женски | 152    | 19               | 98           | 34             | 1                  | 0         |
| УКУПНО | 301    | 59               | 196          | 41             | 5                  | 0         |

| Пол    | Укупно                    | Пољопривреда, лов и шумарство | Рибарство                            | Вађење руде и камена | Прерађивачка индустрија       |
| ------ | ------------------------- | ----------------------------- | ------------------------------------ | -------------------- | ----------------------------- |
| Мушки  | 71                        | 23                            | 0                                    | 0                    | 21                            |
| Женски | 62                        | 45                            | 0                                    | 0                    | 8                             |
| УКУПНО | 133                       | 68                            | 0                                    | 0                    | 29                            |
| Пол    | Производња и снабдевање   | Грађевинарство                | Трговина                             | Хотели и ресторани   | Саобраћај, складиштење и везе |
| Мушки  | 0                         | 9                             | 2                                    | 1                    | 13                            |
| Женски | 0                         | 0                             | 2                                    | 0                    | 0                             |
| УКУПНО | 0                         | 9                             | 4                                    | 1                    | 13                            |
| Пол    | Финансијско посредовање   | Некретнине                    | Државна управа и одбрана             | Образовање           | Здравствени и социјални рад   |
| Мушки  | 0                         | 1                             | 0                                    | 0                    | 0                             |
| Женски | 0                         | 0                             | 3                                    | 1                    | 1                             |
| УКУПНО | 0                         | 1                             | 3                                    | 1                    | 1                             |
| Пол    | Остале услужне активности | Приватна домаћинства          | Екстериторијалне организације и тела | Непознато            | Непознато                     |
| Мушки  | 0                         | 0                             | 0                                    | 1                    | 1                             |
| Женски | 1                         | 0                             | 0                                    | 1                    | 1                             |
| УКУПНО | 1                         | 0                             | 0                                    | 2                    | 2                             |